# (1723) Klemola
(1723) Klemola ist ein Asteroid des Hauptgürtels, der am 18. März 1936 von dem finnischen Astronomen Yrjö Väisälä in Turku entdeckt wurde.
Der Asteroid ist der ehemaligen Schulrektorin und Amateurastronomin Irja Klemola gewidmet sowie gleichsam auch dem US-amerikanischen Astronomen Arnold Richard Klemola.